# 赤穂市立赤穂西小学校
赤穂市立赤穂西小学校（あこうしりつ あこうにししょうがっこう）は、兵庫県赤穂市にある公立小学校。

## 沿革
- 1978年（昭和53年）[1]
  - 4月1日 - 赤穂市立赤穂小学校、赤穂市立塩屋小学校から分離し開校
  - 5月28日 - 開校記念祭挙行。この日が開校記念日となる。
- 1979年（昭和54年）3月20日 - 校歌制定。（作詞：小林純一、作曲：中田喜直）

## 教育方針
学校教育目標
「確かな学力」と「豊かな心」をもち、夢に向かって進もうとする児童の育成

## 通学区域
- 折方（天神山）、鷆和（鷏和東・鷏和西）、福浦（福浦本町・福浦新田）[3][1]

## 進学先中学校
- 赤穂市立赤穂西中学校[3]

## 校区内の主な施設
- ロザイ工業株式会社 赤穂工場
- 赤穂西幼稚園
- 三菱電機 赤穂工場

## 交通
- 西日本旅客鉄道赤穂線 天和駅より約250m